# إديت كريسون
إديت كريسون (بالفرنسية: Édith Cresson) ـ (ولدت باسم إديت كامبيون (بالفرنسية: Édith Campion) في 27 يناير 1934) هي سياسية فرنسية، كانت أول امرأة تتولى منصب رئيس الوزراء في فرنسا (15 مايو 1991 ـ 2 أبريل 1992)، والمرأة الوحيدة التي تولت هذا المنصب حتى اليوم. كما شغلت منصب منصب المفوض الأوروبي للبحث والعلوم والتقنية في الفترة من 23 يناير 1995 إلى 12 سبتمبر 1999، وهو المنصب الذي انتهت به مسيرتها السياسية، بعد فضيحة اتهامها بممارسة الفساد السياسي أثناء شغلها إياه.

## روابط خارجية
- إديت كريسون على موقع الموسوعة البريطانية (الإنجليزية)
- إديت كريسون على موقع مونزينجر (الألمانية)
- إديت كريسون على موقع ألو سيني (الفرنسية)
- إديت كريسون على موقع إن إن دي بي (الإنجليزية)